# Siège de Saint-Malo
Guerre de Cent Ans
Batailles
Le siège de Saint-Malo a lieu en août et septembre 1378 pendant la guerre de Cent Ans. Après avoir perdu l'essentiel de ses possessions continentales les années précédentes, l'Angleterre tente de s'emparer du port breton de Saint-Malo mais est repoussée.

## Contexte
En 1365, le traité de Guérande clôt définitivement la guerre de Succession de Bretagne qui ravage le duché depuis la mort du duc Jean III en 1341. Charles V de France reconnaît comme duc de Bretagne Jean de Montfort. Ce dernier a bénéficié du soutien du roi Édouard III d'Angleterre lors de la guerre de Succession. Charles V, lui-même affaibli après la signature du traité de Brétigny en 1360, souhaite pour l'instant ménager son rival anglais. 
Après la signature du traité de Guérande, la noblesse bretonne, déchirée pendant la guerre civile, aspire à la neutralité lorsque la guerre de Cent Ans reprend entre Charles V et Édouard III en 1369. Or, Jean IV a vécu pendant une vingtaine d'années en exil à la cour d'Édouard III et a épousé successivement sa fille Marie puis Jeanne Holland, fille d'un de ses barons. Dès la reprise des hostilités en 1369, des armes et des hommes en provenance d'Angleterre transitent par la Bretagne pour aller défendre les possessions anglaises sur le continent,. 
En mars 1373, une armée anglaise de 2 000 hommes d'armes et 2 000 archers débarque à Saint-Malo. C'est un casus belli pour Charles V qui donne l'ordre d'attaquer. Son armée entre en Bretagne avec l'appui d'une bonne partie de la noblesse qui s'enrôle massivement sous la bannière du connétable Bertrand du Guesclin. En deux mois la quasi-totalité du duché est occupée : à la Saint-Jean, les Anglais balayés ne tiennent plus que Brest, Auray, Bécherel et la forteresse de Derval. En disgrâce, Jean IV se voit interdire l'accès de ses châteaux par ses propres sujets. Il quitte la Bretagne dès le 28 avril et se réfugie à la cour d'Édouard III. Le duché de Bretagne est confié à Louis d'Anjou, frère du roi de France.

## L'attaque anglaise sur Saint-Malo
Jean IV patiente pendant plusieurs années à la cour d'Édouard III. En 1378, il obtient le soutien de son beau-frère Jean de Gand. Ce dernier est au centre des décisions en raison du vieillissement du roi Édouard à partir de 1373, puis de sa mort en 1377. Le nouveau roi d'Angleterre Richard II est sous la coupe de son oncle Jean de Gand. Gand décide de poursuivre la guerre contre Charles V, ce dernier ayant en 1375 reconquis l'intégralité des possessions anglaises à l'exception des ports de Calais, Bordeaux, Bayonne et Brest. Depuis Brest, les Anglais mènent des raids fréquents contre les ports bretons aux mains de Louis d'Anjou, en particulier celui de Saint-Malo.
Gand embarque pour Saint-Malo à l'été 1378 avec une flotte de 12 000 hommes. Il compte s'emparer de ce port stratégique qui lui permettrait d'envahir ensuite la Normandie. Il débarque et attaque Saint-Malo dès le 14 août. Les bombardements qu'il ordonne détruisent en partie les remparts de la ville. Les assauts anglais sont quotidiens. Heureusement pour Saint-Malo, les seigneurs normands et bretons vivant aux alentours amènent en hâte des renforts. Ces renforts rejoignent les milices bourgeoises malouines. Ceci permet au capitaine de Saint-Malo, Jean Morfouace, de résister en attendant l'arrivée du stratège militaire Bertrand du Guesclin. Celui-ci accourt depuis Cherbourg et se positionne en face des troupes de Jean de Gand. Seule la ville les sépare. 
Les attaques anglaises ne peuvent se poursuivre en raison de la présence de Du Guesclin. Jean de Gand change alors de tactique. Il fait alors creuser des mines afin de faire sauter une partie de la ville et ainsi pouvoir l'investir. C'est à ce moment-là qu'aurait eu lieu le miracle de Notre-Dame de la Grand'Porte. Un enfant malouin l'aurait vue pointer du doigt le sol, ce qui aurait permis aux hommes de Morfouace de découvrir le tunnel par lequel les Anglais essayaient de s'introduire dans la cité. Morfouace attaque immédiatement les sapeurs anglais. Découragé par cet échec final, Gand se décide à rembarquer pour l'Angleterre.

## Conséquences
La prise d'un nouveau port est inacceptable pour Charles V. Aussi le roi décide de confisquer le duché par un jugement rendu par la cour des pairs le 18 décembre 1378. Cette confiscation s'avère une grave erreur politique pour le roi. En avril 1379, la noblesse bretonne, divisée pendant la guerre de succession entre Montfort et Penthièvre, s'unit. Les grands nobles bretons, autrefois aux côtés du roi, rejoignent le parti de Jean IV. Des envoyés bretons partent pour l'Angleterre, discuter avec le duc. Jean IV débarque le 3 août 1379, accueilli par une foule enthousiaste. 
Charles V ne peut que constater la volonté d'indépendance du duché et sait que sans l'approbation de la population, une conquête militaire n'aurait aucun résultat à long terme. Il préfère donc négocier. Finalement, son successeur Charles VI signe un second traité à Guérande, qui reconnaît Jean IV comme duc de Bretagne, contre l'hommage prêté au roi de France, le versement d’une indemnité de 200 000 livres et le renvoi des conseillers anglais. Ce second traité met fin à la présence anglaise en Bretagne. Seul le port de Brest est encore tenu par les Anglais, mais Jean IV négocie son rachat en 1397.